# Salle Vahdat

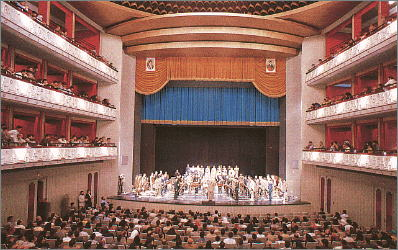
Intérieur de la salle Vahdat.

La salle Vahdat (Talar-e Vahdat) est une salle d'opéra et ballet construite en 1967 à Téhéran en Iran. Le bâtiment a été conçu par l'architecte Aftandilian, inspiré en partie par le Wiener Staatsoper. Avant 1979, la salle était connue sous le nom de Talar-e Roudaki, en référence au poète Roudaki. 
De nombreux artistes et orchestres s'y sont produits, parmi lesquels le Dundee Repertory Theatre, Mohammad Esmaili, Parvaz Homay, Leningrad Ballet, Marcel Marceau, Bagher Moazen, l'Orchestre symphonique de Téhéran, Loris Tjeknavorian, Peyman Yazdanian, Bardia Sadrenoori, Homayoun Khorram, Monir Vakili. La salle accueille également l'exposition d'art Tehran Art Expo.